# 박상우 (1971년)
박상우(朴相雨, 1971년 12월 10일 ~ 2023년 8월 22일)은 대한민국의 제8·9대 충청남도 부여군의원이었다.

## 학력
- 부여국민학교 졸업
- 부여중학교 졸업
- 부여고등학교 졸업
- 수원대학교 스포츠과학대학원 스포츠 과학학과 석사 과정 졸업

## 경력
- 예비역 육군대위(707특수임무대대중대장)
- 부여경찰서 행정발전위원회 위원
- 충청남도 카누협회 이사
- 부여군 씨름협회 이사
- 부여군 태권도협회 이사
- 부여군 주민참여에산위원회 위원
- 부여군 검도회 회장
- 네파 부여점 대표
- 2018.07 ~ 2022.06 제8대 충청남도 부여군의회 의원
- 2018.07 ~ 2020.07 제8대 충청남도 부여군의회 전반기 총무위원회 위원
- 2018.07 ~ 2020.07 제8대 충청남도 부여군의회 전반기 의회운영위원회 위원
- 2018.07 ~ 2020.07 제8대 충청남도 부여군의회 전반기 예산결산특별위원회 위원장
- 2020.07 ~ 2022.06 제8대 충청남도 부여군의회 후반기 윤리특별위원회 위원
- 2020.07 ~ 2022.06 제8대 충청남도 부여군의회 후반기 산업건설위원회 위원장
- 2020.07 ~ 2022.06 제8대 충청남도 부여군의회 후반기 예산결산특별위원회 위원
- 민주평화통일자문회의 자문위원
- 백제세계유산센터 자문위원
- 2022.07 ~ 2023.08 제9대 충청남도 부여군의회 의원
- 2022.07 ~ 2023.08 제9대 충청남도 부여군의회 전반기 부의장
- 2022.07 ~ 2023.08 제9대 충청남도 부여군의회 전반기 총무위원회 위원
- 2022.07 ~ 2023.08 제9대 충청남도 부여군의회 전반기 예산결산특별위원회 위원
- 2023.08.22 더불어민주당 탈당

## 역대 선거 결과
|  | 15.77% |

|  | 23.07% |